# Структура на МТСП в България
Структурата на МТСП в България е:

## Министерство на труда и социалната политика

#### Министър
- Инспекторат
- Дирекция „Вътрешен одит“
- Финансов контрольор
- Звено-сигурност на информацията и подготовка за отбрана

#### Политически кабинет
- Второстепенни разпоредители с бюджет
  - Държавна агенция за закрила на детето
  - Агенция по заетостта
  - Агенция за социално подпомагане
  - Изпълнителна агенция „Главна инспекция по труда“
  - Агенция за хората с увреждания
  - Национален институт за помирение и арбитраж
  - Фонд „Условия на труд“
  - Фонд „Социална закрила“
  - Център за развитие на човешките ресурси и регионални инициативи

#### Главен секретар
- Специализирана администрация
  - Главна дирекция „Европейски фондове, международни програмни проекти“
  - Дирекция „Стратегическо планиране и демографска политика“
  - Дирекция „Трудово право, обществено осигуряване и условия на труд“
  - Дирекция „Политика за хора с увреждания, равни възможности и социална помощ“
  - Дирекция „Социално включване“
  - Дирекция „Политика на пазара на труда и трудова мобилност“
  - Дирекция „Европейски въпроси и международно сътрудничество“
- Обща администрация
  - Дирекция „Право и административно обслужване и човешки ресурси“
  - Дирекция „Финанси и управление на собствеността“
  - Дирекция „Връзки с обществеността и протокол“